# Medioplatonismo
Gli studiosi parlano di medioplatonismo per caratterizzare l'interpretazione data alla filosofia di Platone durante i primi secoli dell'età imperiale.
Il prefisso medio- cela un pregiudizio nei confronti dei pensatori di quest'epoca, considerata una semplice età di transizione tra il platonismo scettico di epoca ellenistica e il neoplatonismo, sviluppatosi a partire dal III secolo.
Solo negli ultimi decenni gli storici della filosofia hanno iniziato a rivalutare la filosofia di età imperiale, arrivando a cogliere l'originalità e la specificità proprie dei pensatori medioplatonici.

## Origini
Durante l'epoca ellenistica, l'Accademia aveva opposto alla gnoseologia stoica un pensiero di stampo scettico, ritenendo impossibile per l'uomo una definizione esaustiva del criterio di verità.
Le opere di Antioco di Ascalona rovesciarono questa posizione. Nel tentativo di dimostrare che lo scetticismo non era altro che una scorretta interpretazione del pensiero di Platone, diede una interpretazione della filosofia del maestro di orientamento marcatamente dogmatico, che avrebbe influenzato lo sviluppo della sua scuola per tutte le epoche successive.
Con la chiusura dell'Accademia, voluta da Silla dopo la conquista di Atene nell'86 a.C., il principale centro di elaborazione del pensiero platonico divenne Alessandria, in Egitto. Qui operarono i primi filosofi propriamente medioplatonici, tra cui Eudoro d'Alessandria ed Ammonio, discepolo di Eudoro; soprattutto Eudoro, ritenuto dai moderni studiosi anche l'autore di alcuni trattati pseudo-pitagorici, introdusse nella sua filosofia numerosi elementi tratti dal pitagorismo e dal neopitagorismo, specialmente per quanto riguarda la sua concezione del cosmo metafisico.

## Aspetti salienti delmedioplatonismo
Il medioplatonismo è una categoria storiografica, e non una corrente di pensiero formata da esponenti che esplicitamente riconoscevano la loro differenza rispetto al passato. Non bisogna dunque mai dimenticare che tutti i filosofi medioplatonici si definivano in realtà platonici se non addirittura accademici, come fa Plutarco.
Per i platonici di quest'epoca la filosofia fu pensata - in linea con le correnti che prendevano piede anche nelle altre scuole - come interpretazione del pensiero del capostipite.
Lo strumento di indagine filosofico per eccellenza divenne dunque il commentario delle opere del maestro, a cui furono affiancati, per esigenze scolastiche, manuali  (Apuleio scrisse un "De Platone et eius dogmate", Galeno un "De placitis Hippocratis et Platonis", Alcinoo un "Didaskalikòn") che esponevano sinteticamente il sistema platonico.
Tra i medioplatonici fu molto forte una corrente sincretistica, che tendeva a mettere in evidenza la base comune delle maggiori scuole filosofiche greche, e soprattutto con il pensiero di Aristotele: contro questa corrente, tutto sommato dominante, venne aperta una violenta polemica da parte di un gruppo di antiaristotelici il cui più importante fu Attico, uno dei commentatori letti da Plotino nelle sue lezioni.

### Il Sistema
Una delle convinzioni di base dell'intera filosofia di epoca imperiale, dovuta alla grande influenza esercitata dallo Stoicismo fin dal periodo ellenistico, fu infatti quella che i grandi pensatori del passato (Platone, Aristotele, Crisippo o Zenone di Cizio per gli Stoici) avessero lasciato ai posteri delle filosofie che indagavano ogni aspetto della realtà per edificare un complesso di dottrine e precetti riguardanti l'intero campo della conoscenza umana.
La costruzione di questo sistema fu in realtà un'operazione compiuta soprattutto dai commentatori. Prendendo come punto di partenza le allusioni alla realtà sovrasensibile che trovavano nei dialoghi, spesso alternative se non contraddittorie tra di loro, si cercò di plasmare un quadro coerente dell'universo, partendo dal presupposto di una divisione marcata tra mondo materiale, sede dell'uomo e mondo immateriale, sede del divino.

### La realtà metafisica
Per fare questo fu necessario per i platonici rivolgersi ad altre tradizioni di pensiero, come per esempio il pitagorismo: sulla base di elementi pitagorici rinvenibili già in alcuni Dialoghi, come per esempio il Filebo o il Timeo, l'intero cosmo fu pensato come derivato da una coppia di principi divini, il primo unitario, chiamato monade, il secondo duplice, chiamato diade, al di sopra dei quali, successivamente, alcuni filosofi, come Numenio di Apamea posero un ulteriore dio, che identificarono con l'intelletto divino di Aristotele.
L'interazione tra i due principi avrebbe creato prima di tutto l'Anima del mondo, che, infondendo la vita nella materia inerte (pensata in maniera abbastanza ambigua come un principio indipendente), produceva il mondo sensibile.
Questa dottrina era utilizzata per interpretare il racconto cosmogonico del Timeo, che proprio a causa del suo interesse per la cosmologia e per il mondo spirituale venne ritenuto dai medioplatonici il più importante dei Dialoghi.

### L'assimilazione a Dio
Sulla base di un passo del Teeteto (172b), i medioplatonici identificano in generale il fine dell'uomo nella "assimilazione a dio" (homoiôsis theô).
La natura umana è pensata come intermedia tra il mondo delle bestie e quello degli dei. Già la dottrina dell'anima tripartita, proposta da Platone nel Fedro, nella Repubblica e nello stesso Timeo riconosceva all'uomo una parte divina, appunto l'anima razionale (logistikon), che, qualora avesse prevalso sulle facoltà irrazionali, avrebbe condotto l'uomo alla contemplazione del cosmo delle forme.
Dato che le idee platoniche erano ritenute dalla maggior parte dei medioplatonici i contenuti di pensiero dell'intelletto divino aristotelico, e dunque del dio supremo, l'assimilazione a dio veniva a coincidere con la conoscenza delle idee, e con il bios theôretikos, la vita beata del saggio descritta da Aristotele nel libro X dell'Etica Nicomachea.
L'assimilazione consisteva dunque in una "purificazione" morale per ottenere la metriopatheia, il temperato dominio sulle passioni che avrebbe permesso al sapiente di distaccarsi dalla realtà sensibile quanto bastava per potersi dedicare all'attività contemplativa.

## Principali rappresentanti e opere
Del grande numero dei filosofi che in quest'epoca si dichiararono platonici, ci sono rimaste ben poche tracce. Possediamo un numero relativamente ridotto di opere di quest'epoca, e siamo costretti a rifarci soprattutto alla tradizione indiretta, specialmente ai commentari neoplatonici di età tardoantica o di parte cristiana per recuperare notizie sui singoli pensatori.
Tra i filosofi medioplatonici di cui ci sono giunte almeno in parte le opere possiamo elencare:
- Filone l'ebreo di Alessandria (13 a.C.- 45 d.C.), la cui originalità sta nell'aver interpretato in maniera platonica la Bibbia, operando un primo embrionale tentativo di fusione tra filosofia greca e religione mosaica (e per questo considerato un precursore della Patristica).
- Apuleio di Madaura, retore, letterato e filosofo del II secolo.
- Albino, autore di un importante manuale di sintesi della filosofia platonica, Introduzione ai dialoghi di Platone, pervenutoci sotto il nome di Alcinoo), vissuto tra il I e il II secolo.
- Galeno, medico dell'imperatore Marco Aurelio, vissuto nella seconda metà del II secolo.
- Plutarco di Cheronea, filosofo e moralista, vissuto nella prima metà del II secolo.
- Celso, filosofo del II secolo, autore de Il discorso vero, attacco radicale alla nuova religione proveniente dalla Palestina.

I principali esponenti di questa corrente, tuttavia, ci sono noti solo attraverso la tradizione indiretta. Tra di essi troviamo:
- Eudoro d'Alessandria, vissuto nel I secolo, che introdusse numerosi elementi pitagorici nel sistema platonico.
- Ammonio di Atene, il maestro di Plutarco, discepolo a sua volta di Eudoro, di cui conosciamo tramite il suo allievo alcune dottrine.
- Numenio di Apamea, che fu il più influente dei pensatori medioplatonici sugli sviluppi successivi della filosofia, e visse alla fine del II secolo.
- Attico e Gaio, che furono esponenti della corrente antiaristotelica, e furono per questo ripresi da Plotino.